# 陽裕
陽 裕（よう ゆう、生没年不詳）は、五胡十六国時代前燕の人物。字は士倫。本貫は右北平郡無終県。従兄弟に同じく前燕に仕えた陽騖がいる。

## 生涯
幼い頃に両親を亡くし、兄弟もまた早死にしたので、若い内に自立した。
彼の親族でその才能に気づく者はいなかったが、ただ叔父の陽耽だけは幼い頃から彼の事をただ者ではないと感じており「この児はただ我が一門の俊秀なだけではなく、佐時の良器というべきである」と語ったという。
永安元年（304年）、幽州刺史和演より招聘を受け、主簿に任じられた。
同年8月、都督幽州諸軍事王浚が和演を殺害して幽州を領有するようになると、やがて治中従事に移った。だが、王浚からは疎まれて重用されなかった。
建興2年（314年）3月、漢（後の前趙）の征東大将軍石勒が薊を攻略すると、散騎常侍棗嵩へ幽州の優れた人士を問うた。棗嵩は幹事の才を有する人物として、陽裕の名を挙げた。その為、石勒はこれを用いようとしたが、陽裕は衣服を替えて変装してその場を逃れ、そのまま令支へ奔った。
段部首領の段疾陸眷は陽裕の到来を知り、彼を呼び寄せて厚遇しようとした。陽裕は友人の成泮へ「仲尼（孔子の字）は仏肸の招きを喜び、自らを匏瓜と喩えた。伊尹もまた非君に仕えず、非民を使わずと称された。聖賢が尊ぶのはこのようであった。我等もそうであろう！眷は今、我を召しているが、どうしてこれに従えようか！」と言ったが、成泮は「今や華夏は分崩し、九州は離裂している。統治が及ぶのはただ易水周辺のみだ。再び盛んとなるには、河が清くなるのを待たねばなるまい。だが、人の命はいったいどれほどの持つというのか。故に古人は時の過ぎゆく様を嘆いたのではないか。少游（馬援の従弟の馬少游）は『蔭の後であっても郡掾となるには足る』と言ったが、国相であれば尚更である！卿は伊・孔（伊尹・孔子）を追踪しようとするのであれば、この機が神である事を知りたまえ」と説いた。陽裕はこれに応じて段疾陸眷に帰順すると、郎中令・中軍将軍に任じられ、上卿の地位に列する事となった。
その後、段疾陸眷から段遼に至るまでの5人の君主に代々仕え、いずれも重用を受けた。范陽出身の盧諶はいつも彼を賞賛して「我は晋の清平に及んで、朝士を多く見てきたが、忠清簡毅・篤信義烈であることにおいて、陽士倫の如くある者を、未だかつて見たことがない」と述べていたという。
咸康3年（337年）3月、当時段部は遼東に割拠する慕容部と対立していたが、陽裕はこれを諌めて「臣は親仁善隣（仁義を重んじて隣国と修好する事）が国の宝であると聞いております。慕容とは代々婚姻を結んでおり、また皝は令徳の主であります。ここで交戦することによって怨嗟を重ね、民衆を苦しめるのは得策とはいえますまい。臣はこれによって禍害が始まることを恐れております。願わくは従来通りに交流を深め、国には泰山の安定を、そして民衆には安らぎを与えていただきますよう」と進言したが、段遼はこれに同意しなかった。やがて、陽裕は燕郡太守・北平相に任じられ、中央から遠ざけられた。
咸康4年（338年）3月、後趙君主石虎が段部を攻撃すると、陽裕は数千家の民を率いて燕山へ登り、立て籠もった。諸将は陽裕に背後を突かれる事を恐れて攻めようとしたが、石虎は「裕は儒者であり、名節を惜しんで降伏を恥じているに過ぎん。何も為す事は出来んだろう」と言い、彼を放置して徐無まで進撃した。 
その後、石虎が令支を攻略すると、陽裕は山を下りて郡ごと降伏した。石虎はこれを詰って「卿は昔、奴隷のように逃げ隠れたのに、今は士大夫としてやって来た。これは天命を知っているといえるのかね」と言うと、陽裕は「臣は昔、王公（王浚）に仕えながらその所業を矯正できませんでした。さらに、段氏のもとへ逃げ込んだものの、これも全うさせる事が出来ませんでした。今、陛下は天網を高く張り巡らせ、四海を籠絡しておられる。幽州・冀州の豪族は、風に靡くかの如く陛下のもとへ集っております。臣の如き才能ならいくらでも居りましょう。こうなった以上、臣の命はただ陛下の思いのままに」と答えた。これに石虎は喜び、陽裕は北平郡太守に任じられた。
やがて招聘を受けて中央に入り、尚書左丞に任じられた。
12月、密雲山に潜伏していた段遼が後趙への帰順を願い出ると、石虎は将軍麻秋に3万の兵を与えて段遼を迎え入れさせ、さらに陽裕が段遼の旧臣であった事から麻秋の司馬に任じて従軍させた。だが、前燕の将軍慕容恪により行軍中に奇襲を受け、麻秋は大敗を喫して軍は瓦解した。この時、陽裕は前燕軍に捕らえられ、慕容皝の下へ送られた。
慕容皝もまたかねてより陽裕の名声を聞いていたので、陽裕はすぐに釈放されて郎中令に任じられた。やがて唐国郡内史に移った。
341年1月、慕容皝は龍城の建築を開始すると、陽裕が建築・設計に精通していた事から、龍城内に設けた城池・宮閤・宗廟に至るまで全ての造営を委ねた。陽裕の作り上げた新宮殿は和龍宮と号された。7月、大将軍左司馬に移った。
咸康8年（342年）10月、龍城が完成すると、慕容皝は棘城からここに遷都した。この年から永和元年（345年）に渡り、慕容皝は高句麗・宇文部といった諸勢力を尽く併呑しているが、これは陽裕の謀略による所が大きく、慕容皝は甚だ彼を重んじた。
陽裕は慕容皝に仕えて日は浅かったものの、その寵遇振りは古くからの臣下を遥かに凌いでいた。性格は謙恭・清倹であり、剛直で慈に篤く、朝廷の高官となってからも布衣の士と変わらぬ振る舞いを続けた。流亡した士大夫が亡くなった時は、全て自ら收葬を行い、その遺児を養った。その為、賢愚の区別なく心を寄せない者はおらず、数多の推仰を受けるようになった。
やがて陽裕は62歳でこの世を去った。慕容皝の悼みぶりは甚だしかった。